# イジェフスク機械製作工場

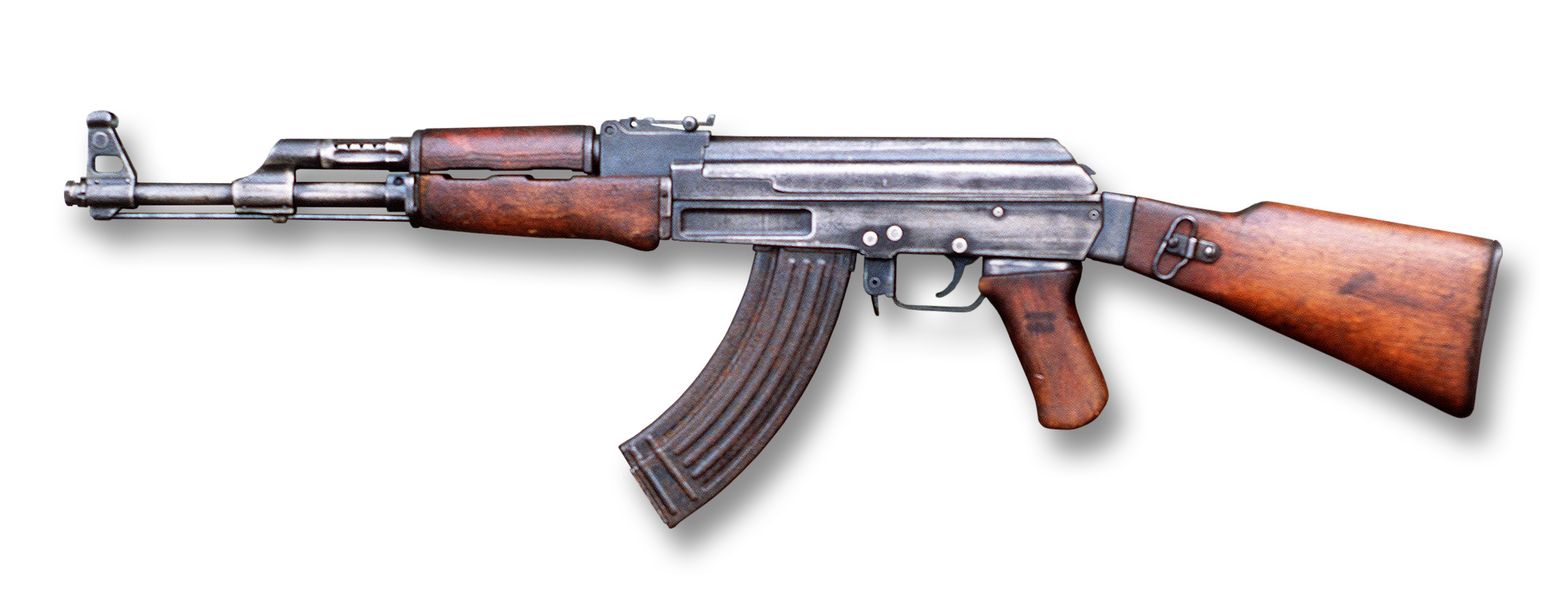
代表製品のAK-47

イジェフスク機械製作工場（イジェフスクきかいせいさくこうじょう、ロシア語: Ижевский машиностроительный завод, ロシア語ラテン翻字: Izhevskiy mashinostroitel'nyy zavod）は、ロシアの兵器メーカーである。
イジェフスク（Ижевский）と機械製作（машиностроительный)の語頭から Ижмаш（Izhmash）と略す。ロシア語ではイジマシと読むが、英語風にイズマッシュと読むことが多い。短く Иж（Izh）とも略す。（いずれも大文字でも書く）
イジェフスクに拠点があり、1807年にアレクサンドル1世が設立した。世界でも大手の兵器メーカーである。代表製品はアサルトライフルのAK-47（カラシニコフ突撃銃）。他に航空機関砲、ミサイル、ミサイル誘導装置も生産している。また、兵器以外にも、狩猟・スポーツ銃、ナイフ、オートバイ、自動車、工作機械などを作っている。

## 歴史

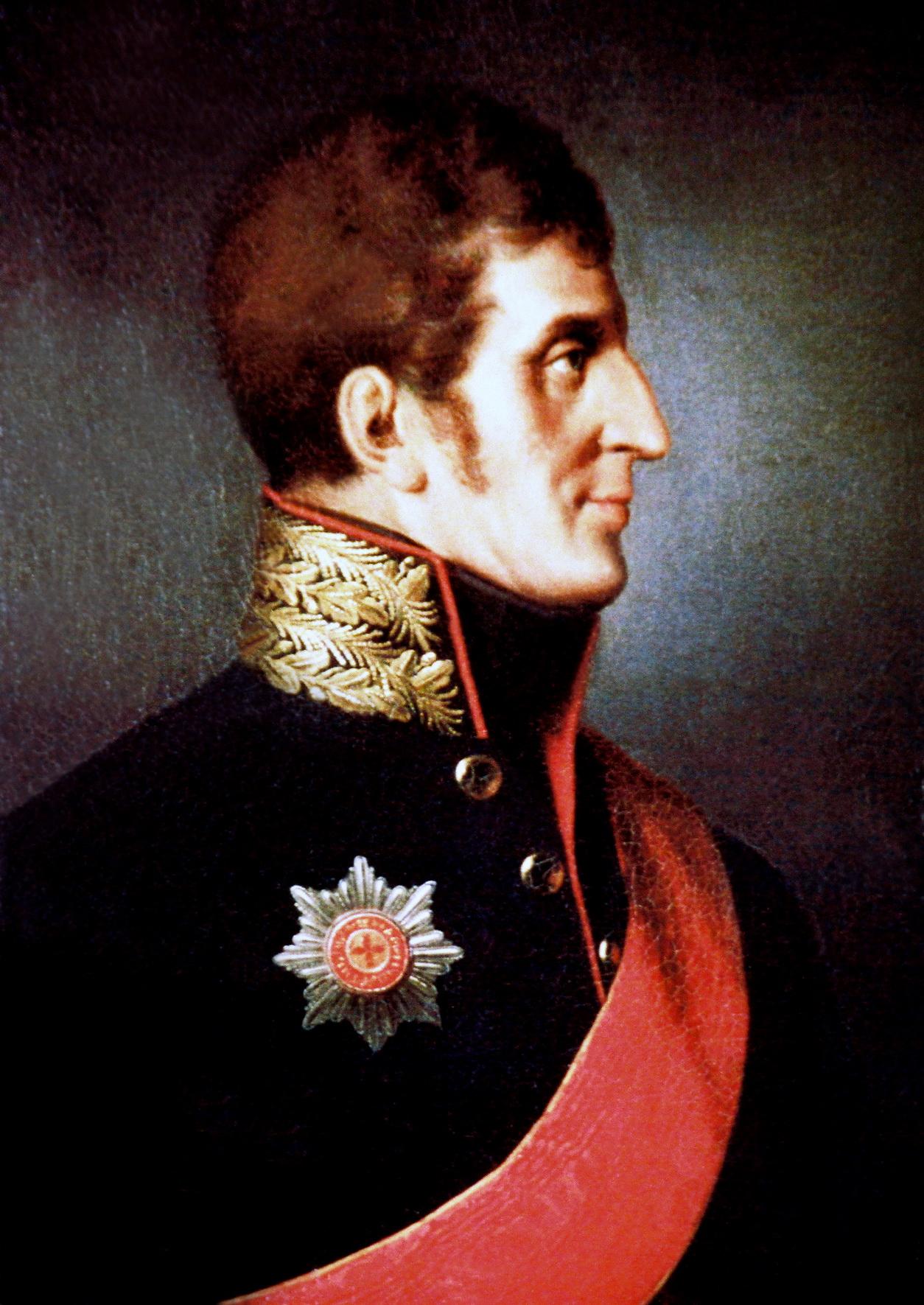
アレクサンドル・デリャービン

18世紀中頃のロシアは、1756年からの七年戦争など外征が相次いでおり、そのためもあって1760年にイジェフスクのイジ川沿いに鉄工所が作られた。しばらく後、皇帝アレクサンドル1世は技術者のアレクサンドル・デリャービンに、適当な場所を見つけて新しく兵器工場を作るように命じ、デリャービンはイジェフスクの鉄工所を改造して兵器工場とすることを決めた。1807年にできたその工場は、当初からライフルの生産をしており、1874年からはベルダン式ライフルの生産を始めた。
ソ連時代は国営のイジェフスク造兵廠となった。1947年にはAK-47（カラシニコフ自動小銃）の生産が開始された。
ソ連崩壊後は民営化されたが、国営企業ロステックの傘下にあった。
2009年9月同社は経営破綻に直面していると産経新聞で報じられ、2012年4月に経営状況が好転せず、破産した。
2012年11月11日、ロシアのドミトリー・ロゴージン副首相はイジェフスク機械製作工場（イズマッシュ）とイジェフスク機械工場(イジュメク, Izhmekh、似た名前の別企業)を経営統合し、カラシニコフの名を冠したブランドを展開すると発表した。
2013年9月18日、イズマッシュ、イジュメクなどが経営統合し、国営持ち株会社カラシニコフ・コンツェルンとして登記されたと発表した。国営企業ロステックが株式の51％を保有している。

## 製品
イズマッシュはソビエト連邦時代にはあくまで国営工場の一つに過ぎず、他地区の工場と全く同じ製品も作っている。下記の製品も、イズマッシュで作られていたことがあるというだけであり、必ずしもイズマッシュだけで作られていたわけではない。詳細は個別の記事を参照。イズマッシュやIZhの名称が付いているものはイズマッシュの製品である。

### 兵器
イズマッシュの兵器は世界中で使われており、例えばイギリス、ドイツ、フランスなどの先進国、アジア、アフリカ、ラテンアメリカの発展途上国などである。
軍用銃以外にもバイアスロン用のスポーツライフルなども手がけており、旧共産圏だけでなくヨーロッパやアメリカ合衆国などでも販売されている。

#### 小銃

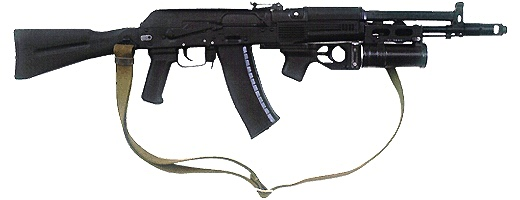
AK-107

- AK-47, AKM, AK-74, AN-94, AK-101, AK-103, AK-107などの自動小銃
- イズマッシュ・サイガ12, サイガ20, サイガ410 などの散弾銃
- SKSカービン-セミオートマチックライフル
- V-98, SV-98, SV-99 - ボルトアクション方式の狙撃銃
- ドラグノフ狙撃銃 (SVD) - セミオートマチックの狙撃銃
- PP-19 Bizon - 短機関銃
- モシン・ナガン - ボルトアクション方式のライフル及びカービン（大半がイズマッシュの製品だが全てではない）
- トカレフ SVT-40 - セミオートマチックライフル

#### その他
- GP-34 - グレネードランチャー
- KS-K - 軍用短銃
- GSh-30-1 - 航空機関砲

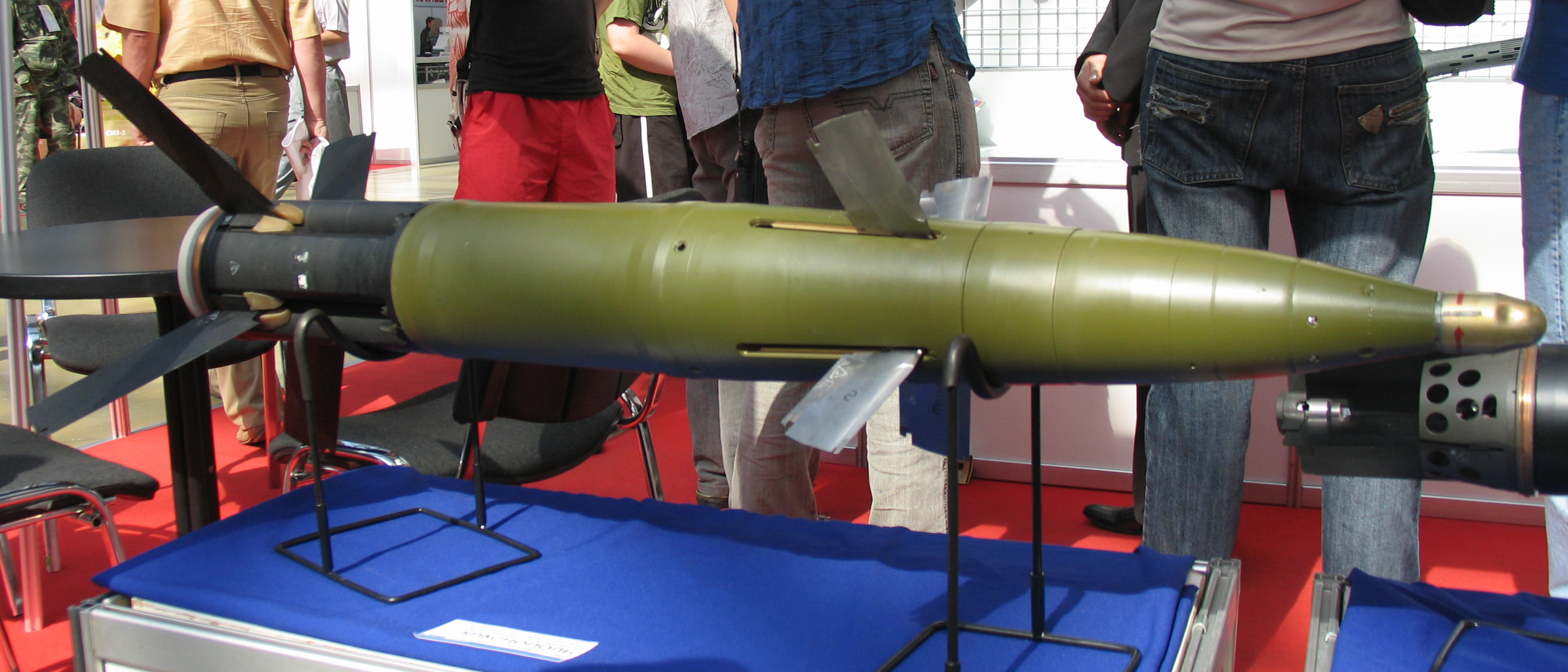
2K25クラスノポル

- Kitolov-2M, クラスノポル - 誘導爆弾

### オートバイ・自動車
自動車製造部門のイズアフト (IzhAvto) は2009年9月に破産申請し、2011年10月27日、アフトヴァースが17億ルーブルで買収した。

#### オートバイ

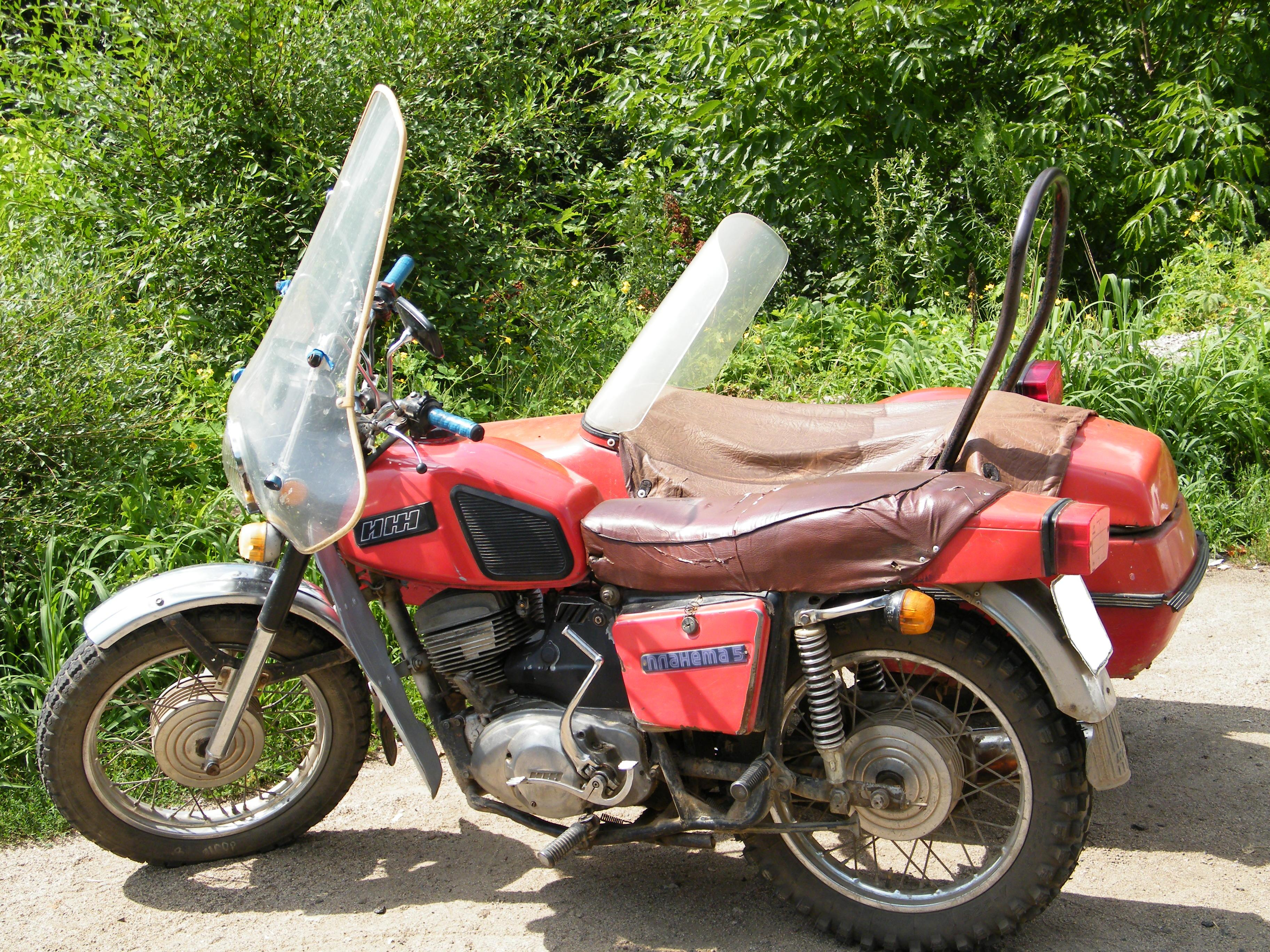
IZh-Planet 5

イズマッシュは1928年からはIZhのブランドでオートバイを製造している。最初の車種「IZh 1」は排気量1200cc、V型2気筒で、開発したのはソビエト連邦の技術者Pyotr Vladimirovich Mokharov (1888–1934)だった。
1973年から1979年まで、イズマッシュのバイクはソビエト連邦内の他工場製品と共に、コサックバイク (Cossack motorcycle) としてSATRA社を通じてイギリスで販売された。プラネタ（Planeta）やジュピター（Jupiter）などのモデルがあった。
イズマッシュが現在販売しているオートバイは、IZh Yunker、Planet 5、Jupiter、Cornetの4種である。前の3車種は350ccの2ストローク機関であり、Cornetだけが50ccである。また、YunkerとJupiterは水冷エンジンである。また、警察用の特別仕様のオートバイ「Swamp Rover」も生産しているが、おおむねは一般製品と同じである。Planet 5にロータックス (Rotax) の650ccエンジンPS-S 650 Rotaxを使った新車種Planet 7の販売が予定されている。

#### 自動車

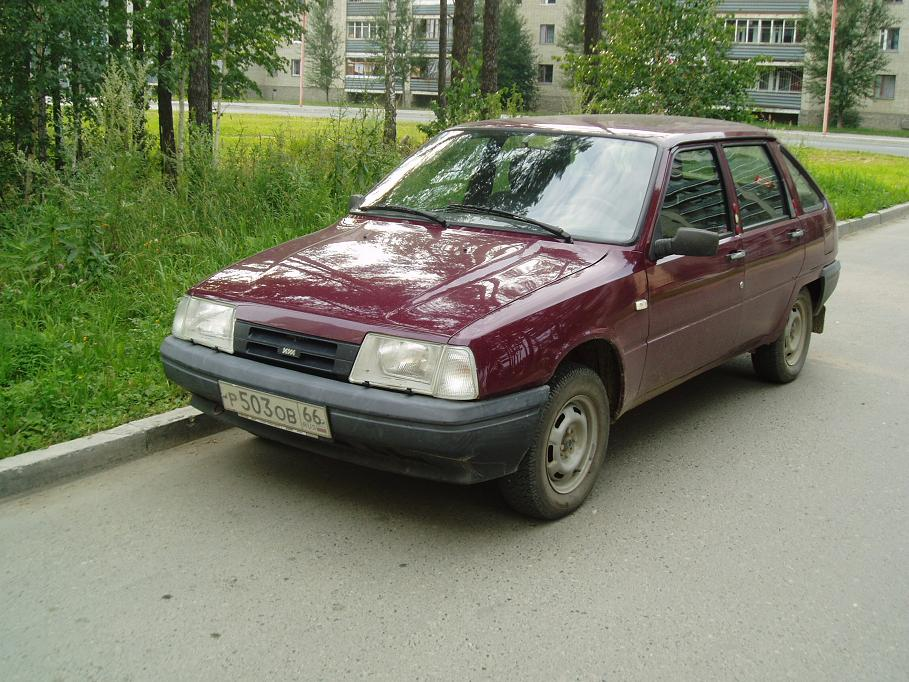
IZh-2126 Oda

1966年からは自動車の生産も始まった。IZhの自動車はモスクワ工場の製品をモデルとしており、当初はMoskvitch 412と同型のIZh 412などを、後にはAZLK-2138、2140などとの同型車を作っている。全くの同型ばかりではなく、IZh-2126 Odaはモスクヴィッチ2141 Alekoとよく似ていたが、後輪駆動など違いがある。IZh 2715, 27151, 2125, 21251などは車体や機構などはAZLK 412をモデルにしているが、独自性も持たせている。IZh 2125は1982年まで生産されており、2125の改良型に21251がある。
現在、イズマッシュは韓国の起亜自動車やロシアのラーダからの受託生産を行っている。

### 狩猟・スポーツ銃
- 狩猟用セルフローディング
  - Korshun
  - Saiga
  - Saiga-M3 EXP-01
  - Tigr
- 狩猟用ボルトアクション
  - Bars-4-1
  - Los-7-1
  - Los-9-1
  - Sobol
  - SM-2KO
  - BI-7-2KO
- 狩猟用ショットガン
  - Saiga-12
  - Saiga-20
  - Saiga-410
- スポーツ銃
  - SM-2
  - Biathlon-7-3, Biathlon-7-4

### その他
- 刃物
- IT-42 精密旋盤
- ガスメーター
- 小火器修理
- その他の金属工具